# Elaphurus davidianus
El ciervo del padre David o milú (Elaphurus davidianus) es una especie de mamífero artiodáctilo de la familia Cervidae sumamente rara, nativa de China, que estuvo en grave peligro de extinción y en la actualidad, 2000 ejemplares se han reintroducido a la naturaleza y se estima en 8000 la población en todo el mundo. También es el único de su género, si bien algunos autores cuestionan este dato y consideran que se trataría de un subgénero del género Cervus.

## Descripción
El tamaño medio de los adultos es de 120 centímetros de alto hasta los hombros y 185 cm de longitud sin incluir la larga cola (50 centímetros, además de los largos pelos de la punta). El peso oscila entre los 150 y 200 kilogramos. Destaca sobre todo su afilada cabeza y morro largo, impresión que se ve reforzada debido al pequeño tamaño de las orejas y los ojos achinados. Las patas son también proporcionalmente largas, con pezuñas alargadas y separadas, lo que le permite caminar sobre el barro sin hundirse. Las cuernas, que se pierden en noviembre, están ramificadas y el pelo presenta dos coloraciones a lo largo del año: marrón uniforme en verano y grisáceo en invierno. En la estación fría el pelaje se vuelve lanoso, aunque se aprecia igualmente la banda oscura de lomo y hombros que este animal presenta todo el año. Las hembras paren por lo general dos crías, algo muy raro en otros ciervos de su tamaño, que maduran a los 14 meses de edad. Los ejemplares viven una media de 18 años.

## Historia
Como sus largas patas y anchas pezuñas indican, esta especie está adaptada a la vida en hábitats húmedos y pantanosos, sumergiéndose con frecuencia en el agua. Su dieta se compone de una mezcla de hierba y plantas acuáticas. No obstante, se ignora cuál era su distribución original en estado salvaje, pues cuando fue estudiado por primera vez en Occidente hacía años que se había extinguido en libertad (aunque algún reporte aislado habla de un ejemplar muerto en 1939 cerca del Mar Amarillo) y solo quedaba una manada presente en los territorios de caza del emperador, cerca de Pekín. Es posible que su antigua distribución fuese pequeña, a lo largo de las desaparecidas zonas pantanosas del noroeste de China que fueron desecadas muy pronto para destinarlas al cultivo de arroz.
El ciervo del padre David es conocido en chino como sì bù xiàng (四不象), "Ninguno de los Cuatro". En la antigua China, este animal era tenido casi por un animal mítico compuesto por las partes fusionadas de otros cuatro: cuernos de ciervo, cuello de camello (cabeza de caballo según otras versiones), patas de vaca y cola de asno. Así aparece reflejado en la novela Fengshen Yanji (封神演義, "La Creación de los Dioses" en español) del siglo XVI, que narra hechos presuntamente ocurridos hace casi 3000 años; y así es como fue descrito al misionero y naturalista francés Armand David durante su estancia en Pekín el 17 de mayo de 1865. Este, interesado por el posible descubrimiento de una nueva especie ignorada por la ciencia, rogó a las autoridades chinas que le dejasen estudiarlo en los terrenos del emperador, pero estas solo le autorizaron a verlo una vez por encima de los muros externos. Posteriormente consiguió del emperador dos pieles con las que regresó a Europa, las cuales fueron estudiadas por Alphonse Milne-Edwards, director del Museo de Historia Natural de París que realizó una primera descripción de la especie. Tras largas discusiones diplomáticas, el emperador chino donó algunos ejemplares al embajador francés, mientras que la misma petición fue denegada a los representantes de Gran Bretaña y Alemania. Los ciervos conducidos a Francia se reprodujeron con facilidad en los parques zoológicos y pronto alcanzaron la cifra de 24 individuos.
En cuanto a la manada china, quedó casi destruida durante las inundaciones de 1895, que destruyeron uno de los muros de la reserva imperial. Varios ejemplares murieron ahogados y otros más fueron cazados cuando escaparon a las zonas de los alrededores, hasta quedar menos de 30 individuos. Finalmente, durante la Rebelión de los Boxers, tropas europeas ocuparon los jardines de caza imperiales y acabaron con la manada con el fin de alimentar a los soldados.
Cuando este hecho fue conocido en Europa, se destinaron 18 ejemplares al parque privado de Woburn Abbey, propiedad del Duque de Bedford, donde fueron sometidos a un programa de reproducción intensivo y en las décadas sucesivas llegaron a los 90 individuos, aunque más de la mitad murieron durante la I Guerra Mundial. Por suerte, siguieron multiplicándose hasta llegar a los 300 individuos en 1946, a pesar de los bombardeos de la II Guerra Mundial. En 1956, 4 individuos fueron devueltos a China e internados en el zoo de Pekín. Cuarenta años después, otros 22 ejemplares fueron cedidos al gobierno chino y conducidos a la Reserva Dafeng, sita en los antiguos jardines imperiales, donde se ha formado una nueva manada. A pesar de que los 2000 ejemplares actuales en todo el mundo descienden de unas pocas cabezas de finales del siglo XIX, la especie parece llevar mejor los efectos de su baja diversidad genética que otras especies amenazadas.